# Professor Sadleiriano de Matemática Pura

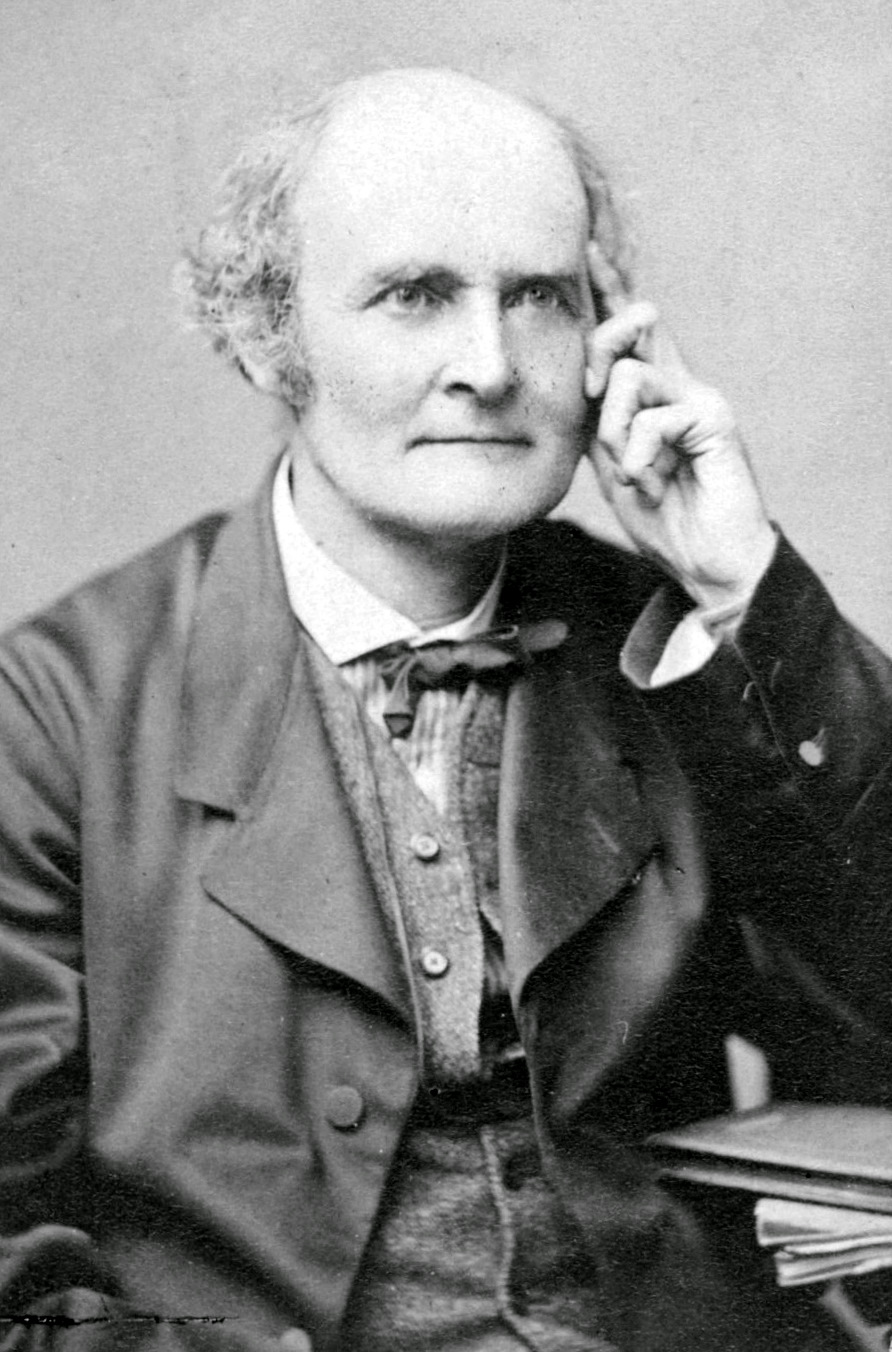
Arthur Cayley, o 1º professor Sadleiriano de Matemática Pura.

Professor Sadleiriano de Matemática Pura (original: Sadleirian Professor of Pure Mathematics) é uma cátedra de matemática pura da Universidade de Cambridge. Foi estabelecida em 1701 por Lady Mary Sadleir, que disponibilizou provisões de sua herança para aulas de álgebra a serem fundadas em nove colégios da universidade. Ela morreu em 1706 e as aulas iniciaram em 1710. Em 1860, as aulas foram convertidas em cátedras.

## Lista de professores
- 1863–1895: Arthur Cayley
- 1895–1910: Andrew Russell Forsyth
- 1910–1931: Ernest William Hobson
- 1931–1942: Godfrey Harold Hardy
- 1945–1953: Louis Mordell
- 1953–1967: Philip Hall
- 1967–1986: John Cassels
- 1986–2012: John Coates
- 2013–: Vladimir Markovic